# Henry Edwards, I baronetto Edwards di Pye Nest
Sir Henry Edwards, I baronetto Edwards di Pye Nest (20 luglio 1812 – 23 aprile 1886), è stato un politico britannico.

## Biografia
Henry Edwards nacque nel 1812, terzogenito di Henry Lee Edwards e Lea Priestley. Nel 1838 si sposò con Maria Churchill, da cui ebbe quattro figli.
Durante la giovinezza fece carriera nella milizia locale, diventando colonnello del 2° Reggimento di riserva del West Yorkshire. Nel 1847 entrò in politica, riuscendo ad essere eletto per una legislatura alla Camera dei Comuni. Fu nuovamente eletto nel 1857 e rimase in carica per il decennio successivo, fino all'abolizione del suo collegio nel 1869, dopo di che non si ricandidò. Nel 1866 fu elevato a baronetto su disposizione della regina Vittoria, mentre nel 1871-72 fu alto sceriffo dello Yorkshire. Per i suoi servigi ricevette anche l'Ordine del Bagno.
È ricordato soprattutto per la sua rivalità con l'imprenditore John Edward Wainhouse, che per fargli dispetto costruì vicino alla sua proprietà la Wainhouse Tower, divenuta una delle principali attrattive di Halifax, città in cui entrambi vivevano. La rivalità tra Wainhouse ed Edwards durò molti anni; il primo pubblicò contro il secondo numerosi pamphlet, accusandolo di abusare del proprio potere di magistrato.